# Puente Ferroviario del Jamor
El Puente Ferroviario del Jamor es una infraestructura ferroviaria de la Línea de Cascais, situada en la parroquias de Oeiras y São Julião da Barra, en Portugal.

## Historia
En abril de 1896, este puente estaba en construcción, esperándose que estuviese concluido en unos cinco meses; fue adjudicada a la Empresa Industrial Portugueza por un valor de 56.945 reales.
Este puente se inserta en el tramo de la Línea de Cascais entre Cascais y Pedrouços de la línea de Cascais, que fue inaugurado el 30 de septiembre de 1889; el tramo entre Pedrouços y Caxias fue abiertoen vía doble. No obstante, pocos días después de entrar en servicio, una inundación en el Río Jamor provocó la caída de los pilares de este puente, interrumpiendo la circulación ferroviaria; mientras que esta situación no fuese resuelta, los pasajeros tenían de hacer transbordo en la estación de Cruz Quebrada, siendo la travesía sobre el río realizada por un puente improvisado de madera.
En 1897, ya había sido objeto de obras de renovación, por parte de la Compañía Real de los Caminhos de Ferro Portugueses.
En 1938, existía un proyecto para desviar el trazado de la Línea de Cascais desde Cais do Sodré hasta un punto entre Cruz Quebrada y Caxias; el paso del Río Jamor sería realizado más al Norte, por un viaducto, siendo el trazado antiguo aprovechado para una ruta marginal entre Santo Amaro y Cruz Quebrada.